# 가나야역
가나야역(일본어: 金谷駅 카나야에키[*])은 일본 시즈오카현 시마다시에 있는 도카이 여객철도와 오이가와 철도의 철도역이다.

## 접속 노선
- 도카이 여객철도
  - 도카이도 본선
- 오이가와 철도
  - 오이가와 본선

## 도카이 여객철도
상대식 2면 2선 구조의 지상역이다. 역무원만 배치된 직영역으로, 시마다 역이 관리한다.
| 2 | ■ 도카이도 본선 | 시즈오카 · 누마즈 방면   |
| 3 | ■ 도카이도 본선 | 하마마쓰 · 도요하시 방면 |

## 오이가와 철도
단식 1면 1선 구조의 지상역이다. 역사는 도카이 여객철도와는 따로 만들어 사용한다.
| 1 | ■ 오이가와 본선 | 신카나야 · 센즈 방면 |

## 역세권 정보
- 시즈오카 공항 (직선 거리로 6 km 떨어져 있으나, 철도역 중에서는 가장 가깝다.)
- 스와하라 성
- 마키노하라 대지

## 역사

### 도카이 여객철도
- 1890년 5월 16일 - 관설철도 (뒷날의 일본국유철도) 도카이도 본선 시마다 역 ~ 호리노우치 역 (지금의 기쿠가와 역) 사이에 신설 개업.
- 1987년 4월 1일 - 민영화에 따라 도카이 여객철도의 소속이 되었다.
- 2008년 3월 1일 - TOICA의 사용이 개시되었다.

### 오이가와 철도
- 1927년 6월 10일 - 오이가와 철도의 개통과 동시에 개업.

## 인접역
| 도카이 여객철도 도카이도 본선 | 도카이 여객철도 도카이도 본선 | 도카이 여객철도 도카이도 본선   |
| ----------------------------- | ----------------------------- | ------------------------------- |
| 시마다 시즈오카·아타미 방면   | ■ 도카이도 본선               | 기쿠가와 하마마쓰·도요하시 방면 |
| 오이가와 철도 오이가와 본선   |                               |                                 |
| 시·종착역                     | 오이가와 본선                 | 신카나야 센즈 방면              |